# Bernhard Matfeldt
Bernhard Matfeldt (* 19. Mai 1661 in Hamburg; † 30. Juli 1720 ebenda) war ein deutscher Jurist, Ratsherr und Bürgermeister der Freien und Hansestadt Hamburg.

## Herkunft und Familie
Matfeldt war ein Sohn des Hamburger Ratsherrn Franz Matfeldt (1618–1692) und dessen Ehefrau Barbara Anckelmann, Tochter des Juraten an der Hauptkirche Sankt Petri Diedrich Anckelmann (1602–1643). Der Buxtehuder Bürgermeister Bernd Matfeldt (1582–1661) war sein Großvater.
Er heiratete am 12. April 1693 Elisabeth Twestreng, Tochter des Bürgermeisters Barthold Twestreng (1612–1668). Seine Tochter Margaretha (1696–1725) heiratete 1718 den Oberalten Philipp Boetefeur (1692–1766).

## Leben und Wirken
In Hamburg geboren, besuchte Matfeldt von 1677 bis 1682 das Akademische Gymnasium und studierte dann Jurisprudenz bei August Benedict Carpzov an der Universität Leipzig. Am 30. Juni 1685 verteidigte er bei Carpzov eine Dissertation und reiste danach nach Frankreich. An der Universität Orléans schloss er am 5. Februar 1686 sein Studium als Doktor der Rechte ab. Nach seinem Studium bereiste er Frankreich, England, die Niederlande und Deutschland und kehrte dann nach Hamburg zurück.
In Hamburg wurde er Advokat und ab 1698 Beisitzer am Niedergericht. Am 11. Dezember 1703 wurde Matfeldt zum Ratsherrn gewählt. Diese Wahl wollte er aber wegen der Streitigkeiten zwischen dem Rat und der Bürgerschaft nicht annehmen. Da er aber am 17. Dezember 1703 erneut gewählt wurde, nahm er die Wahl schließlich doch an. In den Jahren 1711 und 1712 war er als Ratsherr auch Prätor. Am 24. Juli 1716 wurde er zum Bürgermeister gewählt.
Matfeldt starb 1720 im Alter von 59 Jahren. Er hinterließ eine Bibliothek, die später in den Besitz der Staats- und Universitätsbibliothek Hamburg überging. Auf seinen Tod wurde ein Bürgermeisterpfennig geprägt.

## Werke (Auswahl)
- Disputation prior de obligationum qualitatibus occas. l. 44 ff. de O et A. Günther, Leipzig 1685 (Digitalisat auf den Seiten der Bayerischen Staatsbibliothek).
- Dissertatio altera de iisdem inauguralis, resolutionem casuum nonnullorum Practicorum continens. Orléans 1686.